# اشتراک همسان

نماد اشتراک همسان کریتیو کامنز

اشتراک همسان (انگلیسی: Share-alike) اصطلاحی حقوقی در زمینهٔ حق نشر است که پدیدآورندگان آثار اقتباسی/اشتقاقی را ملزم می‌کند، آثارشان را تحت پروانهٔ یکسان یا مشابه با پروانهٔ اثر اصلی منتشر کنند. این اصطلاح توسط پروژهٔ کرییتیو کامنز باب شد، هرچند مفهوم مشابه کپی‌لفت مدت‌ها پیش معرفی شده بود.
در حال حاضر دو پروانهٔ کریتیو کامنز مشروط به اشتراک همسان هستند:
1. Creative Commons Attribution-ShareAlike (مشترکات خلاقانه یادکرد-اشتراک‌همسان) (کپی‌لفت و آزاد)
2. Creative Commons Attribution-NonCommercial-ShareAlike (مشترکات خلاقانه یادکرد-غیرتجاری-اشتراک‌همسان) (پروانهٔ تجاری و غیرآزاد)